# Salacia oblonga
Salacia oblonga är en benvedsväxtart som beskrevs av Nathaniel Wallich, Wight och Arn. Salacia oblonga ingår i släktet Salacia och familjen Celastraceae. Inga underarter finns listade.

## Bildgalleri

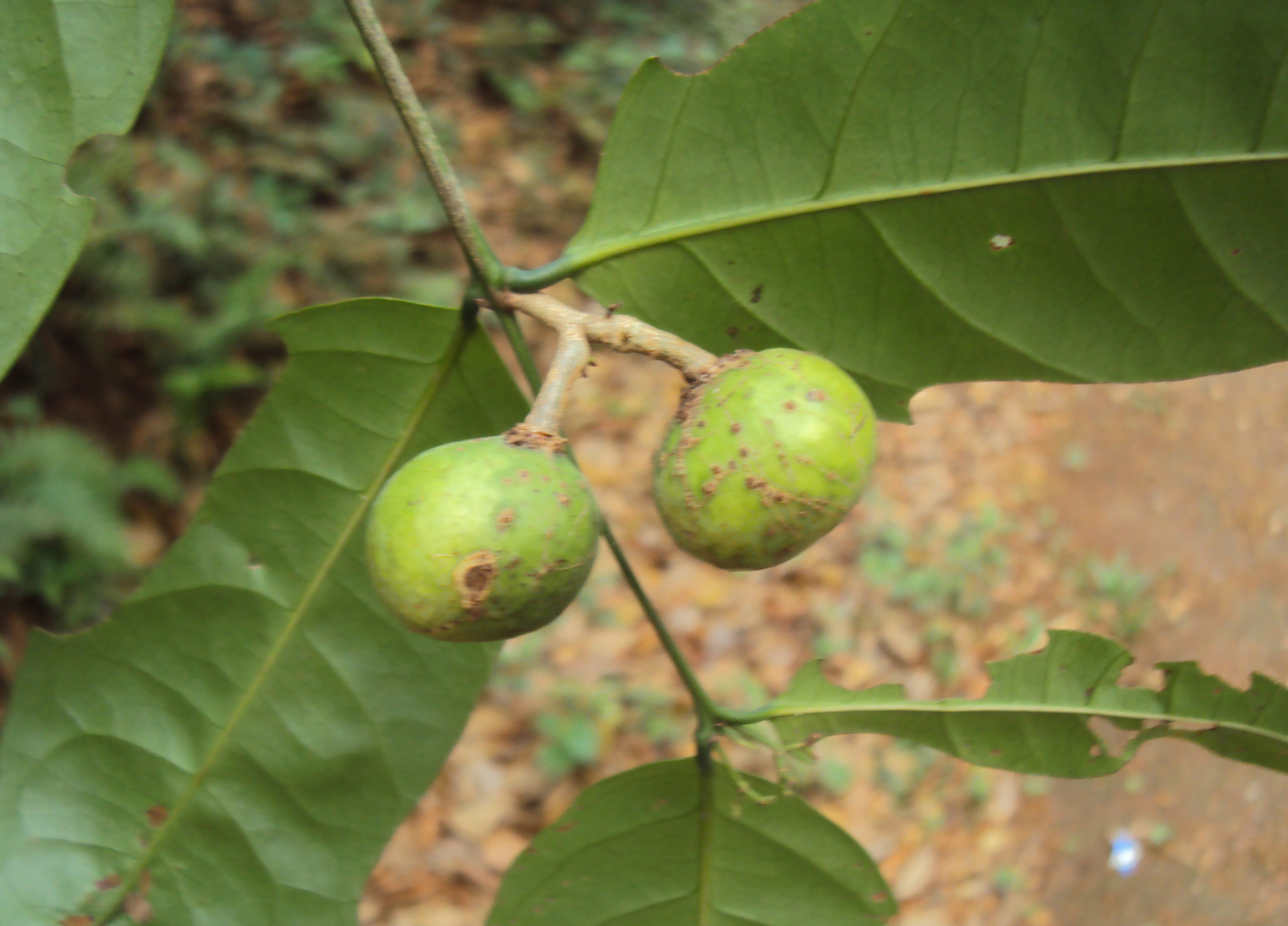
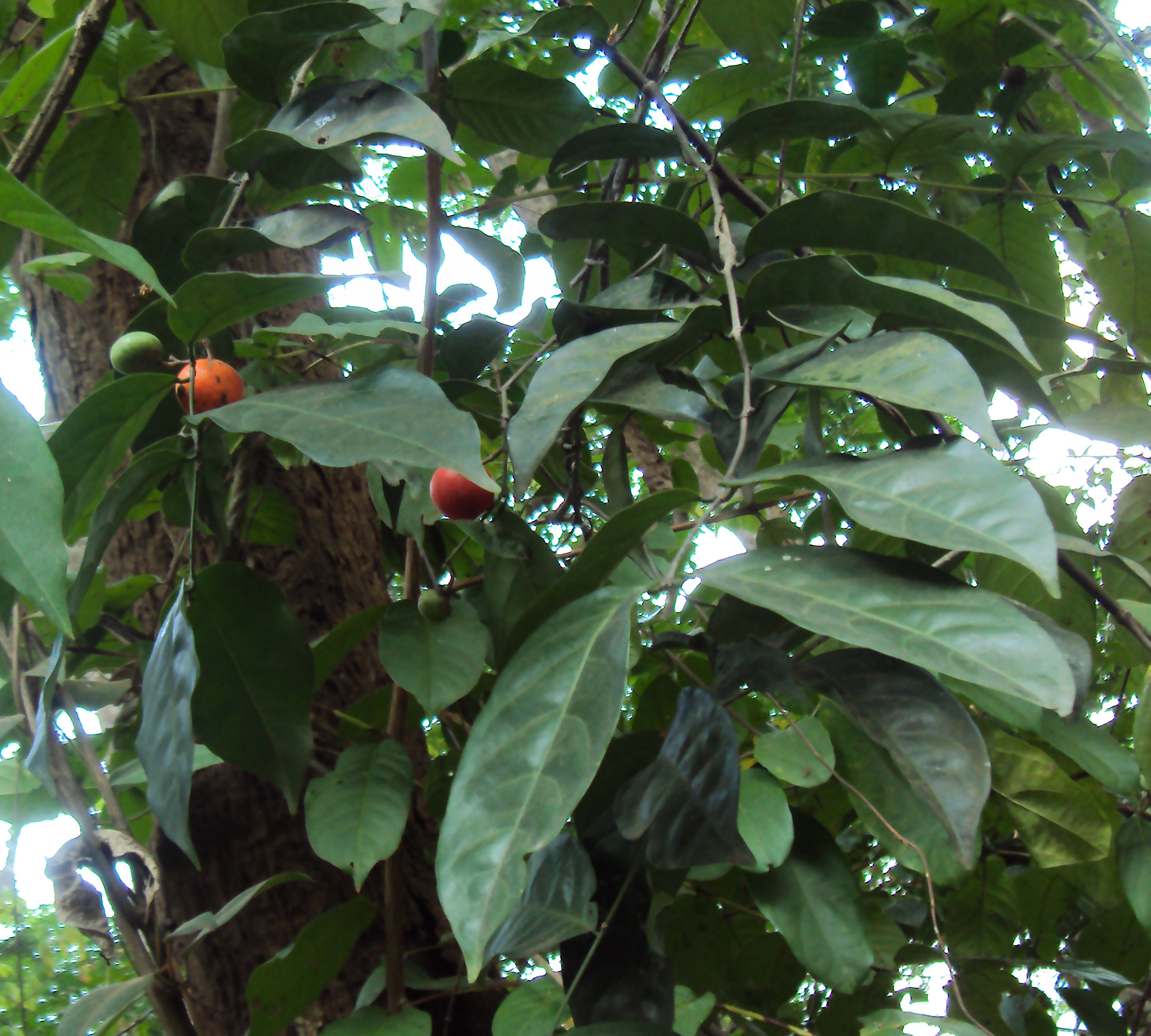